# 日本テレネット (通信事業者)
日本テレネット株式会社（にほんテレネット、英: Nippon Telenet Corporation）は、京都府京都市中京区に本社を置き、情報・通信サービスを提供する日本の企業である。旧・第二種電気通信事業者。

## 概要
電気通信事業法制定の翌年、1985年に瀧栄治郎が第二種通信事業者として創業。当時のパソコン通信は文字データしかやり取りできなかったが、同社は1986年3月に日本初の画像パソコン通信「THE LINKS」サービスを開始した。この通信サービスはMSXパソコン専用として展開されたため、松下電器産業（現・パナソニック）他との連携が多くなり、その中で松下電器産業からの出資を受け、1988年にVAN（付加価値通信網）システム開発と運営を担う関係会社となった。なお資本政策変更などに伴い、現在は資本関係はない。
1989年には世界でも初めての試みとして、双方向のパソコン通信機能を活用した多角的な消費者ニーズを分析できるマーケティング調査サービスを開始。
現在は創業の通信ネットワークノウハウを基軸に、FAX同報やインターネットFAX、SMSなどによる中小企業の販促支援サービス、各種コールセンター運用、またコンテンツ編集制作やディレクションのノウハウを活かした各種サービス、経理業務バックオフィスサービスなどを展開している。

## 沿革
- 1985年 - 設立
- 1986年 - 日本初画像パソコン通信「THE LINKS」サービス開始
- 1987年 - 金融・株式ネット「FAINS」サービス開始
- 1988年 - 家庭向けホームVAN実用実験サービス開始
- 1991年 - 家電ショップ店向けFAX情報紙配信開始
- 1992年 - FAXネットワーク「L-net」一斉同報サービス開始
- 1993年 - 生保営業支援FAX情報紙サービス提供開始・運用開始
- 1994年 - 東京ネットワークセンター開設
- 1995年 - FAXサーベイサービス開始
- 1996年 - 大手住宅メーカー向けFAX情報BOXサービス受託
- 2000年
  - CRMセンター開設
  - スローネット株式会社設立
  - 株式会社ビットマザー立ち上げ
- 2002年 - 家電商品問い合わせセンター テクニカルヘルプデスク開始
- 2004年 - L-netの新営業フォーメーションHMCセンターが稼動
- 2005年
  - カー用品テクニカルヘルプデスク運用開始
  - プライバシーマーク取得
- 2008年 - 家電修理サービス受付コールセンター開設
- 2009年 - 札幌アウトバウンドコールセンター開設
- 2010年
  - エコリンクス株式会社設立
  - 太陽光発電コールセンター開設
- 2011年 - エコリンクス株式会社太陽光設計・施工講座本格展開
- 2012年
  - コールセンター業務においてISMS（ISO/IEC 27001・JIS Q 27001）取得
  - エコリンクス株式会社発電監視センター「AMATELAS」サービス開始
- 2013年 - エコリンクス株式会社が太陽光最大展示会 PV-JAPAN出展
- 2014年
  - 京都府けいはんなオープンイノベーションセンター（KICK）の研究事業認定を取得
  - 株式会社ビットマザーがグループ会社として参入
- 2015年 - イメージナビ株式会社がグループ会社として参入
- 2017年
  - インターネットFAX「MOVFAX」サービス開始
  - 家電専門店サポートコールセンターを開設
- 2018年
  - FAXクラウドサービス「L-net Serplix〈エルネット サプリ〉」サービス開始
  - クラウド帳票FAX配信サービス「AUTO帳票EX」サービス開始
- 2019年
  - SMS配信サービス「SMS HaNa」をリリース
  - 「植物配置支援システム」にて、特許を取得[7]
- 2020年
  - クラウド型でんわ連動顧客管理システム「HaNa HOTLOG《ホッとログ》」をリリース
  - 手書きの文章をテキスト化するOCRサービス「MOVFAX AI」をリリース

## 不祥事
2020年6月19日、フジサンケイグループのフジテレビ（FNN）と産経新聞社が共同で行っている世論調査で、アダムスコミュニケーションから再受託した同社のコールセンターに勤務する社員が、データを不正に入力していたことが明らかになった。
同社は2019年5月から、FNN・産経合同世論調査の業務を受託し、ほぼ毎月、「政治」をテーマに、コンピュータで無作為抽出の日本全国の18歳以上の約1,000人の固定電話と携帯電話の番号に、アダムスコミュニケーションと分担し、約500件電話して調査していたが、同社社員が、電話をしていないのに「電話をした」として架空のデータを入力していた。
これまでの14回の調査のサンプル数のうち、約17%分が不正入力されていたという。産経新聞社は紙面と公式サイトで、またフジテレビは、昼のニュース番組のFNN Live News daysや公式サイトのFNNプライムオンラインでそれぞれ謝罪し、世論調査の結果の公開および調査の休止を発表した。
なお、FNNと産経新聞社は、2021年1月から合同世論調査を再開している。